# Calasparra
Calasparra – gmina w Hiszpanii, w prowincji Murcja, w Murcji, o powierzchni 184,9 km². W 2011 roku gmina liczyła 10 661 mieszkańców.